# Giải LVFCS cho đạo diễn xuất sắc nhất
Giải LVFCS cho đạo diễn xuất sắc nhất là một trong các giải của LVFCS dành cho đạo diễn một phim, được bầu chọn là xuất sắc nhất trong năm. Giải này được lập từ năm 1997.

## Các người đoạt giải

### Thập niên 1990
| Năm  | Đạo diễn         | Phim                                |
| ---- | ---------------- | ----------------------------------- |
| 1997 | James Cameron    | Titanic                             |
| 1998 | Roberto Benigni  | Life Is Beautiful (La vita è bella) |
| 1998 | Steven Spielberg | Saving Private Ryan                 |
| 1999 | Kimberly Peirce  | Boys Don't Cry                      |

### Thập niên 2000
| Năm  | Đạo diễn          | Phim                                              |
| ---- | ----------------- | ------------------------------------------------- |
| 2000 | Steven Soderbergh | Erin Brockovich                                   |
| 2000 | Steven Soderbergh | Traffic                                           |
| 2001 | Peter Jackson     | The Lord of the Rings: The Fellowship of the Ring |
| 2002 | Peter Jackson     | The Lord of the Rings: The Two Towers             |
| 2003 | Peter Jackson     | The Lord of the Rings: The Return of the King     |
| 2004 | Martin Scorsese   | The Aviator                                       |
| 2005 | Ang Lee           | Brokeback Mountain                                |
| 2006 | Martin Scorsese   | The Departed                                      |
| 2007 | Ethan & Joel Coen | No Country for Old Men                            |
| 2008 | Ron Howard        | Frost/Nixon                                       |

Bản mẫu:LVFCS Awards Chron